# گمشدگی فرکانس پایه

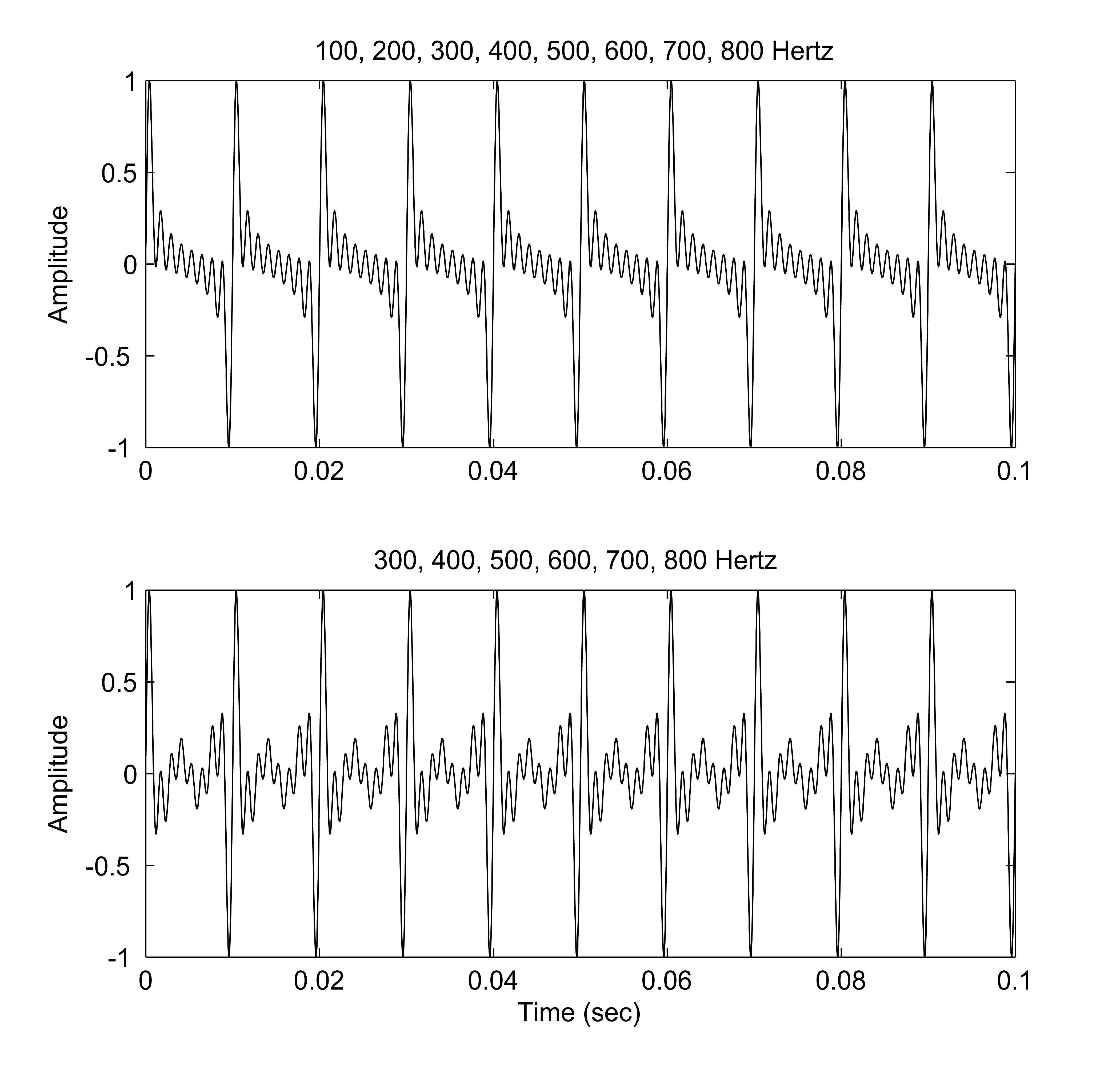
شکل موج پایینی فاقد فرکانس پایه، ۱۰۰ هرتز، و هارمونیک دوم، ۲۰۰ هرتز، است. با این وجود، تناوب‌مندی در مقایسه با شکل‌موج طیف کامل در بالا واضح است.

زیروبَمی که با غیاب هارمونیک اول در شکل‌موج درک می‌شود، پدیده گمشدگی فرکانس پایه (به انگلیسی: missing fundamental) نامیده می‌شود.
در روان‌صوت‌شناسی ثابت شده است که سامانه شنوایی، با تمایل طبیعی خود به تشخیص یک تُن از تُن دیگر، با توجه به اینکه مجموعه کافی از هارمونیک‌ها در طیف وجود دارد، همواره یک زیروبمی را به یک تُن پیچیده اختصاص می‌دهد.
برای مثال، وقتی یک نُت (که یک تُن خالص نیست) زیروبَمی (گام) ۱۰۰ هرتز دارد، از اجزای فرکانسی تشکیل می‌شود که مضرب صحیحی از آن مقدار هستند (مثلاً ۱۰۰، ۲۰۰، ۳۰۰، ۴۰۰، ۵۰۰.... هرتز). با این حال، بلندگوهای کوچکتر ممکن است فرکانس‌های پایین تولید نکنند، بنابراین در مثال ما، بلندگوی ممکن است مؤلفه ۱۰۰ هرتز وجود نداشته باشد. با این وجود، ممکن است هنوز هم زیروبَمی (گام) مطابق با فرکانس پایه شنیده شود.

## توضیح

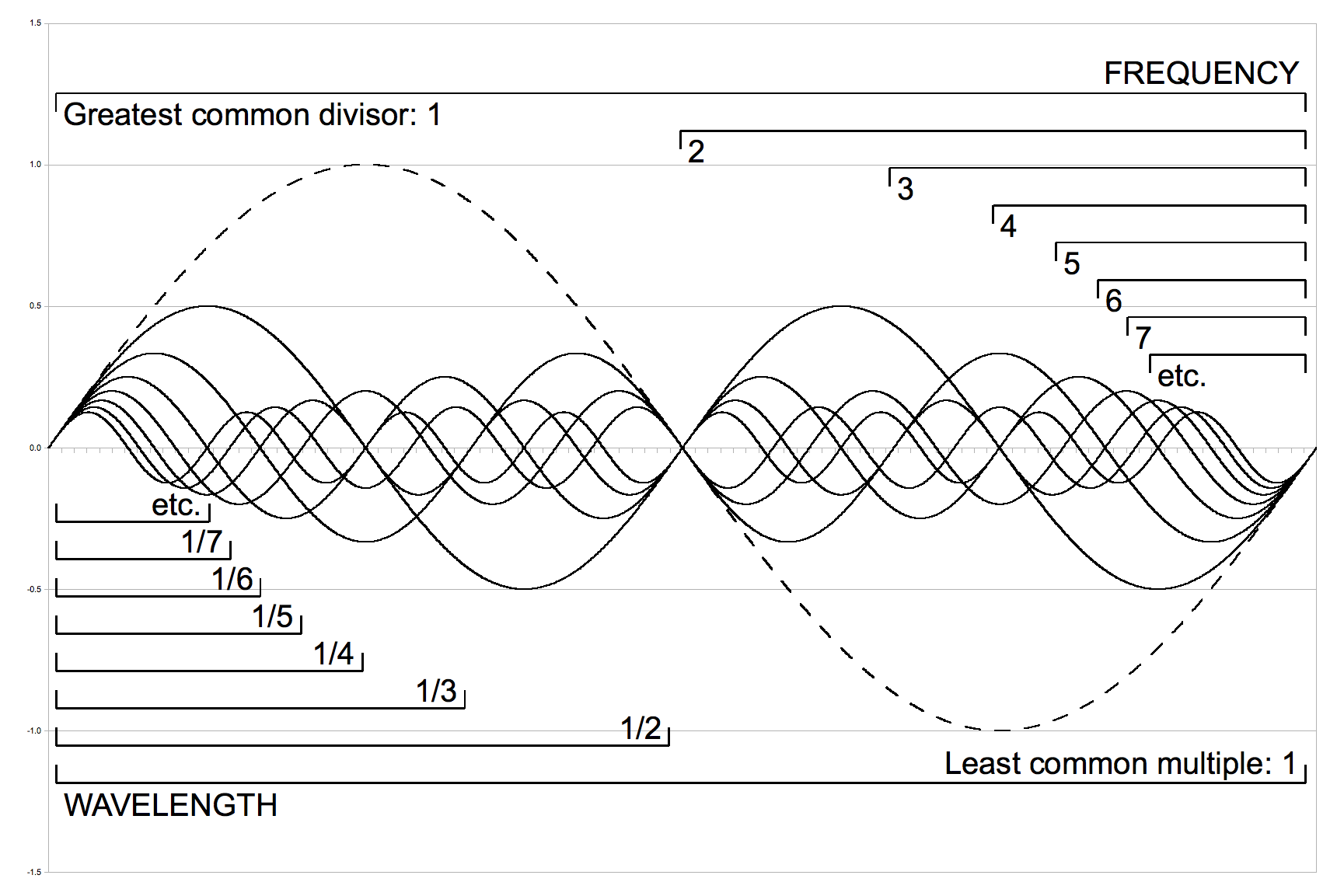
GCD فرکانس همه هارمونیک‌ها، فرکانس پایه (خط چین) است.

گاهی می‌توان یک فرکانس بم (که به عنوان گمشدگی فرکانس پایه یا زیروبَمی مجازیِ نیز شناخته می‌شود) را زمانی شنید که هیچ منبع یا مؤلفهٔ آشکاری از آن فرکانس وجود ندارد. این ادراک به دلیل تفسیر الگوهای تکراری موجود توسط مغز است.
زمانی تصور می‌شد که این اثر به این دلیل است که بخش گمشدگی فرکانس پایه با اعوجاج‌هایی که توسط فیزیک گوش ایجاد می‌شوند، جایگزین شده است. با این حال، آزمایش‌های بعدی نشان داد که وقتی نویزی اضافه می‌شد که در صورت وجود، این اعوجاج‌ها را می‌پوشاند، شنوندگان همچنان صدایی مطابق با گمشدگی فرکانس پایه می‌شنیدند، همان‌طور که توسط جی‌سی‌آر لیکلایدر در سال ۱۹۵۴ گزارش شد. اکنون به‌طور گسترده پذیرفته شده است که مغز اطلاعات موجود در فرا-تُن‌ها را برای محاسبه فرکانس پایه پردازش می‌کند. روش دقیق انجام این کار هنوز مورد بحث است، اما به نظر می‌رسد که این پردازش مبتنی‌بر یک خودهمبستگی است که شامل زمان‌بندی ضربههای عصبی در عصب شنوایی می‌شود. با این حال، مدت‌هاست که اشاره شده است که هیچ سازوکار عصبی که بتواند تأخیر ایجاد کند (کارکرد ضروری یک خودهمبستگی واقعی) یافت نشده است. حداقل یک مدل نشان می‌دهد که تأخیر زمانی برای تولید یک مدل خودهمبستگی از درک زیروبَمی صدا غیرضروری است و به تغییرات فاز بین فیلترهای حلزونی اشاره می‌کند؛ با این حال، کارهای قبلی نشان داده‌اند که صداهای خاصی با یک پیک برجسته در تابع خودهمبستگی خود، درک زیروبَمی مربوطه را ایجاد نمی‌کنند، و صداهای خاصی که پیک در تابع خودهمبستگی خود ندارند، با این وجود یک زیروبَمی صدا ایجاد می‌کنند. بنابراین، خودهمبستگی را می‌توان در بهترین حالت، یک مدل ناکامل در نظر گرفت.
با این حال، زیروبَمیِ گمشدگی فرکانس پایه، که معمولاً در بزرگ‌ترین مقسوم‌علیه مشترک فرکانس‌های موجود است، همیشه قابل تشخیص نیست. تحقیقات انجام شده در دانشگاه هایدلبرگ نشان می‌دهد که تحت شرایط محرک محدود با تعداد کمی هارمونیک، جمعیت عمومی را می‌توان به کسانی که گمشدگی فرکانس پایه را درک نمی‌کنند و کسانی که بجای اور-تُن فرکانس اصلی را می‌شنوند، تقسیم کرد. این کار با درخواست از سوژه‌ها برای قضاوت در مورد جهت حرکت (بالا یا پایین) دو کمپلکس به صورت متوالی انجام شد. نویسندگان از ام‌آرآی ساختاری و ای‌ئی‌جیی استفاده کردند تا نشان دهند که تقدم گمشدگی فرکانس اساسی با جانبی شدن درک زیروبَمی صدا توسط نیمکره-چپ مغز مرتبط است، در حالی که تقدم شنوایی طیفی با جانبی شدن نیمکره-راست مغز مرتبط است و کسانی که تقدم دومی را نشان می‌دهند، معمولاً نوازنده هستند.
در کتاب «تجزیه پوش طیفی: به سوی یک نظریه عمومی دربارهٔ رنگ تُن صدا» (۲۰۱۶) نوشته آیان هاول، او نوشت که اگرچه همه نمی‌توانند گمشدگی فرکانس پایه را بشنوند، اما توجه به آنها را می‌توان آموزش داد و آموخت. دی رابرت لاد و همکارانش مطالعهٔ مرتبطی دارند که ادعا می‌کند اکثر مردم می‌توانند از گوش دادن به زیروبَمی صدا از هارمونیک‌های آشکار به یافتن این زیروبَمی‌ها به صورت طیفی روی آورند.

## مثال‌ها

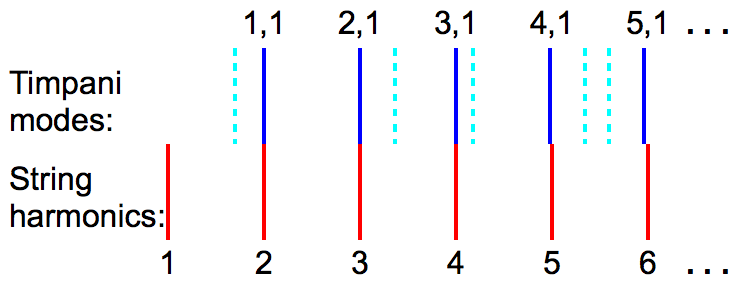
بدنه‌های تیمپانی حالت‌های ارتعاش را برای مطابقت با هارمونیک‌ها تغییر می‌دهند. قرمز: هارمونیک‌های زیروبَمی درک شده. آبی تیره: حالت‌های برجسته ارتعاش.

تیمپانی‌ها فرا-تُن‌های ناهارمونیک تولید می‌کنند، اما طوری ساخته و کوک می‌شوند که فراتُن‌های نزدیک به هارمونیک را با یک گمشدگی فرکانس پایه تولید کنند. اگر به روش معمول (نصف تا سه چهارم فاصله از مرکز تا لبه) ضربه زده شود، نت پایه تیمپانی در مقایسه بافراتُن‌های «هارمونیک» دوم تا پنجم آن بسیار ضعیف است. یک تیمپانی ممکن است طوری کوک شود که قوی‌ترین صدا را در فرکانس‌های ۲۰۰، ۳۰۲، ۳۹۸ و ۴۸۸ هرتز تولید کند. برای مثال، که نشان‌دهندهٔ یک گمشدگی فرکانس پایه در ۱۰۰ هرتز (اگرچه فرکانس پایه میرا شده واقعی ۱۷۰ هرتز است) است.
بیشتر تلفن‌های رایج نمی‌توانند صداهای کمتر از ۳۰۰ هرتز را پخش کنند. اما صدای مرد فرکانس پایه تقریباً ۱۵۰ هرتز دارد. به دلیل اثر گمشدگی فرکانس پایه، فرکانس‌های پایه صدای مردان هنوز هم به صورت زیروبَمی صدای آنها از طریق تلفن درک می‌شوند. 
این پدیده گمشدگی فرکانس پایه، به صورت الکترونیکی توسط برخی از تولیدکنندگان حرفه‌ای صدا مورد استفاده قرار می‌گیرد تا به سیستم‌های صوتی اجازه دهد نُت‌هایی تولید کنند که به نظر می‌رسد زیرتر از آن چیزی هستند که قادر به بازتولید آن هستند. در یک واحد افکت سخت‌افزاری یا یک افزایه نرم‌افزاری، یک فیلتر متقاطع در فرکانس پایینی تنظیم می‌شود که بالاتر از آن، سیستم صوتی قادر به بازتولید ایمن تُن‌ها است. محتوای سیگنال موسیقی بالاتر از قسمت بالاگذر فیلتر متقاطع به خروجی اصلی ارسال می‌شود که توسط سیستم صوتی تقویت می‌شود. محتوای فرکانس پایین زیر قسمت پایین‌گذر فیلتر متقاطع به مداری ارسال می‌شود که در آن هارمونیک‌ها در بالای نت‌های پایین سنتز می‌شوند. هارمونیک‌های تازه ایجاد شده دوباره به خروجی اصلی مخلوط می‌شوند تا صدایی شبیه به نت‌های پایین فیلتر شده ایجاد کنند. استفاده از دستگاهی با این فرایند مصنوعی می‌تواند شکایات مربوط به نویز فرکانس پایین عبوری از راه‌اندازها را کاهش دهد و می‌توان از آن برای کاهش محتوای فرکانس پایین در موسیقی با صدای بلند استفاده کرد که در غیر این صورت ممکن است باعث لرزش و آسیب به اشیاء قیمتی شکستنی شود.

## کاربردهای پردازش صوت
همین مفهوم «گمشدگی فرکانس پایه» که بر اساس فراتُن‌های موجود در این تُن بازتولید می‌شود، برای ایجاد توهم صدای بم در سیستم‌های صوتی که قادر به تولید چنین صدای بمی نیستند، مورد استفاده قرار گرفته است. در اواسط سال ۱۹۹۹، مئیر شاشوآ از تل‌آویو، یکی از بنیانگذاران ویوز آدیو، الگوریتمی را به ثبت رساند که با ترکیب هارمونیک‌های بالاتر، حس گمشدگی فرکانس پایه را ایجاد می‌کرد. شرکت ویوز آدیو افزایه‌ی مَکس‌بِیس را منتشر کرد تا کاربران کامپیوتر بتوانند هارمونیک‌های سنتز شده را به فایل‌های صوتی خود اعمال کنند. بعدها، شرکت ویوز آدیو ساب‌ووفرهای کوچکی تولید کرد که برای ایجاد توهم بیس پایین، به مفهوم بنیادیِ از دست رفته متکی بودند. هر دو محصول، برخی از فراتُن‌ها را به صورت انتخابی پردازش می‌کردند تا به بلندگوهای کوچک، که نمی‌توانستند مولفه فرکانس پایین را بازتولید کنند، کمک کنند تا صدایی شبیه به صدای بم پایین تولید کنند. هر دو محصول شامل یک فیلتر بالاگذر بودند که تمام تُن‌های فرکانس پایین را که انتظار می‌رفت فراتر از قابلیت‌های سیستم صوتی هدف باشند، تا حد زیادی تضعیف می‌کرد. یک نمونه از آهنگ‌های محبوبی که با پردازش مَکس‌بِیس ضبط شده است، آهنگ «لیدی مارمالاد» است، نسخه برنده جایزه گرمی سال ۲۰۰۱ که توسط کریستینا آگیلرا، لیل کیم، میا و پینک خوانده شده و توسط میسی الیوت تهیه شده است.
سایر شرکت‌های نرم‌افزاری و سخت‌افزاری نیز نسخه‌های مخصوص به خود از محصولات دیرِش‌افزایی (به انگلیسی: augmentation) بیس مبتنی بر گمشدگی فرکانس پایه را توسعه داده‌اند. بازتولید ضعیف صدای بم در هدفون‌های توگوشی به عنوان یک هدف احتمالی برای چنین پردازشی شناسایی شده است. بسیاری از سیستم‌های صوتی رایانه‌ای قادر به پخش صدای بم نیستند و آهنگ‌هایی که از طریق رایانه به مصرف‌کنندگان ارائه می‌شوند، به عنوان آهنگ‌هایی شناسایی شده‌اند که ممکن است از پردازش هارمونیک‌های بم تقویت‌شده بهره‌مند شوند.